# Castel d'Aiano
Castel d'Aiano là một đô thị ở tỉnh Bologna vùng Emilia-Romagna của Ý, có vị trí khoảng 35 km về phía tây nam của Bologna. Tại thời điểm ngày 31 tháng 12 năm 2004, đô thị này có dân số 1.973 người và diện tích là 45.3 km².
Castel d'Aiano giáp các đô thị sau: Gaggio Montano, Montese, Vergato, Zocca.